# Hemiliterna amoena
Hemiliterna amoena är en insektsart som beskrevs av Victor Lallemand 1949. Hemiliterna amoena ingår i släktet Hemiliterna och familjen spottstritar. Inga underarter finns listade i Catalogue of Life.